# Protanguilla palau
Protanguilla palau — єдиний представник роду Protanguilla та родини примітивних печерних вугрів (англ. Primitive Cave Eels) Protanguillidae ряду вугроподібних.
Назва Protanguilla походить від грецького protos (перший) і латинського anguilla (вугор), вона вказує на раннє розходження цих риб із рештою вугреподібних; palau — за назвою островів, де були зібрані типові зразки виду.
Це морський тропічний печерний вид риб.
Protanguilla palau була виявлена 2009 року в підводній печері на глибині 35 м на краю рифу острова Нгемеліс (англ. Ngemelis), що в Республіці Палау (західна частина Тихого океану). Ймовірно вона має значно ширший ареал.
Тіло видовжене, але коротше, ніж в інших вугрів. Максимальна загальна довжина 17,6 см (самка). Середина тулуба помірно, а задня частина хвоста дуже сильно стиснуті з боків. Порівняно зі справжніми вуграми, ця риба має непропорційно велику голову. Верхня та нижня губи добре розвинені, товсті. Щелепні та глоткові зуби ворсинчасті. Передня ніздря відкривається короткою трубкою трохи вище верхньої губи, задня розташована безпосередньо перед переднім краєм орбіти ока й не має трубки. Нюхова розетка велика, становить близько третини довжини рила, складається приблизно з 40 пластинок. Виразні зяброві отвори мають вигляд комірця з торочкою. Зяброві мембрани об'єднані, зрощені з перешийком. Ґулеподібні із зубчиками зяброві тичинки стоять у два ряди на кожній дузі.
Спинний та анальний плавці невисокі й довгі, супроводжують понад ⅔ довжини тіла. Черевні плавці відсутні, грудні сидять на нижній третині тіла, спинний, анальний та хвостовий, як і в усіх вугрів, злилися в один. У грудних плавцях по 18-19 променів, у спинному 176—189, в анальному 175—191, у хвостовому 10 (5+5) променів. Луски дрібні, еліптичні, відсутні навколо очей, губ і передньої частини морди. 80-84 луски в бічній лінії. Бічна лінія повна. 79-87 хребців. Невральні шипи добре розвинені на всіх хребцях.
Protanguilla palau належить до числа елопоморфів і має мати личинкову форму — лептоцефал.
Protanguilla palau заслуговує на визнання «живою скам'янілістю» серед справжніх вугрів. Ця загадкова маленька вугроподібна риба має незвичайний набір морфологічних ознак, деякі з яких є унікальними для сучасних вугреподібних, але зустрічаються у викопних зразків доби крейди. Protanguilla має також ряд ознак, спільних для всіх вугреподібних, включаючи викопні види, ряд синапоморфій і похідних ознак, спільних із сучасними вуграми та відсутніх у викопних форм. Є й такі унікальні ознаки, які невідомі як у решти сучасних вугрів, так і у форм крейдового періоду, а також ознаки, що є примітивними у порівнянні як із сучасними, так і з викопними вугреподібними.
Морфологічні дані чітко вказують на те, що Protanguilla займає базальну позицію на філогенетичному дереві вугреподібних, тобто вона є сестринською кладою до решти представників роду. Protanguilla palau пройшла довгу еволюційну історію, яку можна порівняти з еволюційною історією вугроподібних у цілому. Хронологічне дерево вказує на те, що Protanguilla відділилася від інших вугрів на межі тріасу та юри близько 220 млн років тому. Аналіз молекулярних даних вказує на сестринську позицію Protanguilla до гілки підряду Synaphobranchoidei, в молекулярній філогенії вони виявляють коротке за часом відгалуження від спільного предка.